# Bertram Goodhue
Bertram Grosvenor Goodhue (ur. 28 kwietnia 1869, zm. 23 kwietnia 1924) – amerykański architekt i typograf.
Od 1891 był jednym z właścicieli firmy w Bostonie (od 1913 jedynym właścicielem). Zaprojektował wiele budynków w stylu neogotyckim takich jak akademia wojskowa w West Point z lat 1903-1908 oraz nowojorskie kościoły. Posługiwał się również stylem modernistycznym, czego przykładem jest Kapitol stanu Nebraska w Lincoln. W 1925 został uhonorowany AIA Gold Medal.